# Siwu (Sprache)
Siwu (auch Akpafu-Lolobi, Lolobi, Akpafu, Siwusi) ist die Sprache der Siwu-Volksgruppe in Ghana mit ca. 27.000 Sprechern (2003) im Südosten Ghanas, nördlich von Hohoe. 
Die Sprecher von Siwu bezeichnen sich selbst ebenfalls als Mawu. 
Anerkannte Dialekte sind Akpafu und Lolobi. Dabei stehen die Bezeichnungen Apkafu und Lolobi auch für den Ort und das dort ansässige Volk. Beide Dialekte sind untereinander sehr verständlich, obwohl die jeweiligen Sprecher seit etwa 200 Jahren politisch getrennt leben. Es besteht zu 66 % eine Verständlichkeit mit Ewe. 